# فرودگاه استونی رپیدز
فرودگاه استونی رپیدز (به انگلیسی: Stony Rapids Airport) یک فرودگاه همگانی باربری با کد یاتا YSF است که یک باند فرود آسفالت دارد و طول باند آن ۱۵۳۹ متر است. این فرودگاه در کشور کانادا قرار دارد و در ارتفاع ۲۵۰ متری از سطح دریا واقع شده است.

## شرکت‌های هواپیمایی و مقصدهای پروازی
| شرکت‌های هواپیمایی | مقصدهای پروازی                                                                                             |
| ----------------- | --- |
| وست ویند اوییشن   | فوند-دو-لاک، لا رونژ، پوینتس نورث لندینگ، پرینس آلبرت، ساسکاتون جان گ. دیفنبکر، وولاستون لیک، شهر اورانیوم |
| ترنس‌وست ایر       | فوند-دو-لاک، لا رونژ، پوینتس نورث لندینگ، پرینس آلبرت، ساسکاتون جان گ. دیفنبکر، وولاستون لیک               |